# Vardar
De Vardar (Macedonisch: Вардар) of Axios (Grieks: Αξιός) is een rivier die door de Balkan stroomt. Het is de langste en belangrijkste rivier in Noord-Macedonië en ook een van de hoofdrivieren van Griekenland. De totale lengte van de rivier is 380 kilometer en beslaat een stroomgebied van ongeveer 25000 km².

## Stroomgebied
De rivier ontspringt op Vrutok, een paar kilometer ten noorden van Gostivar in de Republiek Noord-Macedonië. Ze stroomt door Gostivar, door het centrum van Skopje, door Veles en door Gevgelija in Noord-Macedonië. Daarna stroomt ze in Griekenland verder door Polykastro en Axioupoli. Ten westen van Thessaloniki mondt de rivier in de Egeïsche Zee uit. Het Vardarbekken (Povardarië) omvat 2/3 van het grondgebied van de Republiek Noord-Macedonië. Het gebied wordt ook wel Vardar Macedonië genoemd, om het te onderscheiden van Egeïsch Macedonië in Griekenland en Pirin Macedonië in Bulgarije.
De vallei bestaat uit vruchtbare gronden in Polog, Thessalonikiprefecturen, Gevgelija en nog andere onderdelen. Elders is de rivier omgeven door bergen. De snelwegen A1 (Griekenland), M1 en E75 lopen door de vallei over de volledige lengte naast de rivier tot in de buurt van Skopje. De rivier is afgebeeld op het wapen van Skopje, dat op zijn beurt is opgenomen in de vlag van de stad.

## Vardariswind
De Vardariswind of Vardarecwind (Vardaris en Vardarec, Engels) is een krachtige noordelijke ravijnwind die waait over de vallei van de rivier in Republiek Noord-Macedonië maar ook in de Griekse provincie Macedonië. Initieel daalt hij als een klein briesje af langs de vallei van de Vardar. Als hij aan de andere kant in de hoge bergen van Republiek Noord-Macedonië en de Griekse provincie Macedonië afdaalt, waait hij als een dynamische, koude wind door de stad Thessaloniki en door de Vardardelta. Het verschijnsel kan enigszins vergeleken worden met de mistralwind in het zuiden van Frankrijk: het gebeurt wanneer de atmosferische druk boven Oost-Europa hoger is dan de druk boven de Egeïsche Zee, zoals vaak het geval is in de winter.

## Benaming Vardar
De meest geaccepteerde theorie over de oorsprong van de naam Vardar is Bardários uit de Thracische taal (PIE: zwart water, Duits Schwarz: zwart, Latijn suāsum: vuil, Ossetisch xuaræn: kleur, Perzisch xvāl: lampzwart, Oud-Iers sorb stain: vlek, vuil). Dit kan worden beschouwd als een vertaling of soortgelijke zin van Axios. Axios is het Thracisch voor niet-stralend uit (PIE Avestan axšaēna: donkergekleurde).
Aan de monding van de Donau sprak men over Axíopa: donker water, vertaald in het Slavisch als Crna Voda: zwart water. De naam Bardários (Βαρδάριος) werd soms gebruikt door de Oude Grieken in de 3de eeuw voor Christus, dezelfde naam werd op grote schaal gebruikt tijdens de Byzantijnse tijd. De Griekse naam Axios (Αξιός) wordt genoemd door Homerus (Il. 21.141, Il. 2.849) als het huis van de Paeonians, bondgenoten van Troje.
- Gemeinsame Normdatei: 4078737-0
- Nationale Bibliotheek van Tsjechië: ge213472
- Virtual International Authority File: 1030145857100022922217